# George Armstrong (futbolista)
George «Geordie» Armstrong (Hebburn, Inglaterra, 9 de agosto de 1944-Hemel Hempstead, Inglaterra, 1 de noviembre de 2000), fue un futbolista inglés, se desempeñaba como extremo.
Entre 1961 y 1977 jugó con el Arsenal FC, siendo el tercer futbolista con más partidos con los gunners. Tras su retirada, tuvo una breve carrera como entrenador. Falleció en el año 2000, de manera repentina, debido a un derrame cerebral.

## Clubes
| Club             | País       | Año         | Partidos | Goles |
| Arsenal FC       | Inglaterra | 1961 - 1977 | 500      | 68    |
| Leicester City   | Inglaterra | 1977 - 1978 | 15       | 0     |
| Stockport County | Inglaterra | 1978 - 1979 | 34       | 0     |

- Datos: Q721895
- Multimedia: George Armstrong (footballer) / Q721895